# Daddy and Them
Pour plus de détails, voir Fiche technique et Distribution.
Daddy and Them est une comédie dramatique américaine écrite et réalisée par Billy Bob Thornton, sortie en 2001.

## Synopsis
Ruby et Claude Montgomery, un couple marié de l'Arkansas, rassemblent l'ensemble de la famille pour mieux organiser l'évasion de l'oncle de Claude, Hazel, emprisonné pour tentative de meurtre.

## Fiche technique
- Titre : Daddy and Them
- Réalisateur et scénariste : Billy Bob Thornton
- Photographie : Steeven Petitteville
- Pays de production :  États-Unis
- Date de sortie :
  - États-Unis : 6 juin 2001

## Distribution
- Billy Bob Thornton : Claude Montgomery
- Laura Dern : Ruby Montgomery
- Kelly Preston : Rose
- Jim Varney : Hazel Montgomery
- Brenda Blethyn : Julia Montgomery
- Diane Ladd : Jewel
- Andy Griffith : OT Montgomery
- Jamie Lee Curtis : Elaine Bowen
- Ben Affleck : Lawrence Bowen
- Sandra Seacat (en) : Elbe Montgomery
- John Prine : Alvin Montgomery
- Tuesday Knight : Billy Montgomery
- Walton Goggins : Tommy Christian
- Tamara Glynn : Tammy

## Autour du film
Le film sort le 6 juin 2001, soit un an après le décès de l'acteur Jim Varney ; lequel interprète le personnage de l'oncle Hazel.